# Arabský pohár mistrů
Arabský pohár mistrů (arabsky كأس العرب للأندية الأبطال‎, anglicky Arab Club Champions Cup, francouzsky Ligue des Champions Arabe) je každoroční regionální klubová fotbalová soutěž pořádaná Unií arabských fotbalových svazů (UAFA), kterou hrají elitní kluby z arabského světa. Turnaj hraje celkem 38 týmů – 19 z Asijské fotbalové konfederace (AFC) a 19 z Konfederace afrického fotbalu (CAF).
Turnaj, který byl založen v roce 1981, se konal společně s Arabským pohárem vítězů pohárů a Arabským superpohárem v 90. letech a na počátku 20. století, dokud se Pohár vítězů pohárů a Superpohár nespojily s Pohárem mistrů v roce 2002. Vůbec první mistři turnaje byli iráčtí Aš-Šorta, kteří v roce 1982 porazili libanonský Nejmeh ve finále na 2 zápasy.
Saúdskoarabské kluby nashromáždily nejvíce vítězství s osmi vítězstvími. Titul získalo 19 různých klubů, z nichž sedm má titul více než jednou. Od sloučení turnaje s Pohárem vítězů pohárů zvítězil dvakrát v řadě pouze alžírský ES Sétif, který úspěšně obhájil svůj titul v roce 2008. Nyní rozpuštěný irácký klub Ar-Rašíd a tuniský Espérance de Tunis sdílejí rekord nejvíce titulů, po třech. Úřadujícími mistry jsou tuniský Étoile du Sahel, který vyhrál svůj první titul v sezóně 2018–19.

## Historie

### 1981–1988: Převaha asijských klubů
Unie arabských fotbalových svazů (UAFA) se rozhodla po skončení sezóny 1979–80 vytvořit soutěž pro mistry arabských zemí. Domácí šampióni z členských zemí UAFA byli pozváni, aby soutěžili, pozvání přijaly Irák, Libanon a Jordánsko. Soutěž, známá jako Arabský pohár mistrů, měla být hrána ve dvouzápasovém knockoutovém formátu, přičemž irácký šampion Aš-Šorta vstoupil rovnou do finále. Začalo se 19. června 1981, kdy libanonský šampion Nejmeh v semifinále porazil jordánské šampiony Al-Ahli 2:1. Jamal Al-Khatib z Nejmehu byl střelcem vůbec prvního gólu Arabského poháru klubových mistrů. Odvetný zápas skončil bezgólově, a tak Nejmeh a Aš-Šorta soutěžili v úvodním finále v únoru 1982, kde Aš-Šorta zvítězil 4:2 na stadionu Al-Shaab v Bagdádu, aby byl korunován vůbec prvním mistrem arabského světa.
Turnaj se nekonal následující rok, ale vrátil se v roce 1984, kdy byl formát změněn na formát „každý s každým“ a Al-Ettifaq v tomto roce získal první titul pro saúdskoarabský klub. S rostoucím počtem účastníků rok od roku zavedla UAFA předkola, která předcházela závěrečnému turnaji každý s každým, než změnila formát turnaje v roce 1987 tak, že byla skupinová fáze následované vyřazovací fází. UAFA také v roce 1987 začala umožňovat zemím mít více než jednoho účastníka, přičemž soutěžily dva saúdskoarabské kluby (Al-Ittihad a Al-Hilal) a dva irácké kluby (Ar-Rašíd a Al-Džaiš).
Ar-Rašíd z Iráku ovládl soutěž během těchto let a stal se prvním týmem, který vyhrál tři po sobě jdoucí šampionáty v letech 1985, 1986 a 1987, zatímco Al-Ettifaq získal svůj titul v roce 1988. V letech 1981 až 1988 žádný tým z Konfederace afrického fotbalu (CAF) nedokázal turnaj vyhrát a všichni vítězové byli z Asijské fotbalové konfederace (AFC).

### 1989–2001: Rovnost mezi asijskými a africkými kluby
Africký klub se stal mistrem arabského světa poprvé v roce 1989, když marocký Wydad Casablanca ve finále porazil saúdskoarabský Al-Hilal. Téhož roku UAFA založila novou každoroční soutěž, která se bude konat vedle Arabského poháru mistrů; jmenoval se Arabský pohár vítězů pohárů a byla soutěží pro vítěze pohárů arabských zemí s podobným formátem jako v případě Poháru mistrů. V roce 1992 představila UAFA Arabský superpohár, což byla každoroční soutěž typu každý s každým mezi vítězi a finalisty Poháru mistrů a Poháru vítězů pohárů.
V letech 1989 až 2001 bylo šest vítězů z CAF a pět z AFC. Čtyři z jedenácti vítězů během této doby pocházeli ze Saúdské Arábie, zatímco Espérance de Tunis získal první vítězství pro tuniský tým v roce 1993, Al-Ahly se stal prvním egyptským šampionem v roce 1995, WA Tlemcen získal titul pro alžírský tým v roce 1998 a As-Sadd získal první titul pro katarský klub v roce 2001.

### 2002 – současnost: Po sjednocení dominují africké týmy
V roce 2002 UAFA učinila rozhodnutí, které změnilo tvář arabského fotbalu. S rostoucím počtem závazků, kterým arabské kluby v moderní době čelí, se UAFA rozhodla spojit Pohár vítězů pohárů a Superpohár s Pohárem mistrů a vytvořit Arabské sjednocené klubové mistrovství (Arab Unified Club Championship), což by byl jediný klubový turnaj UAFA, tak jako tomu bylo od roku 1981 do roku 1988. Pod tímto názvem se hrály dva ročníky turnaje, v roce 2002 zvítězil Al-Ahli ze Saúdské Arábie a v roce 2003 zvítězil Zamalek. Po ročníku 2003 se ART stal sponzorem turnaje a UAFA poté změnila název turnaje na Arabská liga mistrů (Arab Champions League), aby jeho název byl podobný ostatním elitním kontinentálním turnajům, jako jsou Liga mistrů UEFA, Liga mistrů CAF, Liga mistrů AFC a Liga mistrů OFC. Tuniský CS Sfaxien se stal prvním vítězem éry Ligy mistrů. Od ročníku 2004–05 UAFA znovu zavedla dvouzápasové finále, které nebylo použito od prvního ročníku turnaje.
Po získání titulu pro saúdskoarabský Al-Ittihad a marocký Raja Casablanca se ES Sétif z Alžírska stal prvním týmem v éře Ligy mistrů, který trofej obhájil, když získal tituly 2006–07 i 2007–08. Poté, co ročník 2008–09 vyhrál Espérance de Tunis, narazila UAFA na organizační problémy kvůli problémům s novým sponzorem turnaje. To zabraňovalo tomu, aby se turnaj konal čtyři roky, dokud se v letech 2012–2013 neobnovil pod novým názvem Klubový pohár UAFA (UAFA Club Cup). Alžírský USM Alžír získal svůj první titul. UAFA však čelila stejným problémům jako dříve, které vedly k další čtyřleté přestávce. Soutěž se opět konala v roce 2017 pod názvem Arabské klubové mistrovství (Arab Club Championship) s 20 soutěžícími týmy; celá skupinová a vyřazovací fáze se konala v Egyptě a finále se hrálo na 1 zápas. Espérance de Tunis byl korunován vítězem a stal se tak společným nejúspěšnějším týmem v historii soutěže.
Počet týmů se v sezóně 2018–19, kdy se soutěž vrátila ke svému původnímu jménu Arabský pohár mistrů (Arab Club Champions Cup), zdvojnásobil na 40 a změnil se formát, aby se od 32 týmů stal pohár vyřazovací soutěží. Tuniský Étoile du Sahel získal svůj první titul, což znamená, že z jedenácti korunovaných šampionů v letech 2002 až 2019 bylo devět z Afriky a pouze dva z Asie.

## Statistiky

### Nejúspěšnější týmy
| #  | Klub               | Vítěz | Finalista | Roky vítěz       | Roky finalista |
| -- | ------------------ | ----- | --------- | ---------------- | -------------- |
| 1  | Espérance de Tunis | 3     | 2         | 1993, 2009, 2017 | 1986, 1995     |
| 2  | Ar-Rašíd           | 3     | 0         | 1985, 1986, 1987 | —              |
| 3  | Al-Hilal           | 2     | 2         | 1994, 1995       | 1989, 2019     |
| 4  | Aš-Šabab           | 2     | 1         | 1992, 1999       | 1998           |
| 4  | CS Sfaxien         | 2     | 1         | 2000, 2004       | 2005           |
| 6  | Al-Ettifaq         | 2     | 0         | 1984, 1988       | —              |
| 6  | ES Sétif           | 2     | 0         | 2007, 2008       | —              |
| 8  | Wydad Casablanca   | 1     | 2         | 1989             | 2008, 2009     |
| 8  | Club Africain      | 1     | 2         | 1997             | 1988, 2002     |
| 8  | Al-Ittihad         | 1     | 2         | 2005             | 1987, 1994     |
| 11 | Al-Ahli            | 1     | 1         | 1996             | 1997           |
| 11 | Raja Casablanca    | 1     | 1         | 2006             | 1996           |
| 13 | Aš-Šorta           | 1     | 0         | 1982             | —              |
| 13 | WA Tlemcen         | 1     | 0         | 1998             | —              |
| 13 | As-Sadd            | 1     | 0         | 2001             | —              |
| 13 | Al-Ahli            | 1     | 0         | 2002             | —              |
| 13 | Zamalek            | 1     | 0         | 2003             | —              |
| 13 | USM Alger          | 1     | 0         | 2013             | —              |
| 13 | Étoile du Sahel    | 1     | 0         | 2019             | —              |
| 20 | Al-Džaiš           | 0     | 2         | —                | 1999, 2000     |
| 20 | Al-Fajsali         | 0     | 2         | —                | 2007, 2017     |
| 22 | Nejmeh             | 0     | 1         | —                | 1982           |
| 22 | KAC Kénitra        | 0     | 1         | —                | 1984           |
| 22 | USM El-Harrach     | 0     | 1         | —                | 1985           |
| 22 | Al-Arabi           | 0     | 1         | —                | 1992           |
| 22 | Al-Muharraq        | 0     | 1         | —                | 1993           |
| 22 | MC Oran            | 0     | 1         | —                | 2001           |
| 22 | Al-Kuwait          | 0     | 1         | —                | 2003           |
| 22 | Al-Ismaily         | 0     | 1         | —                | 2004           |
| 22 | ENPPI SC           | 0     | 1         | —                | 2006           |
| 22 | Al-Arabi           | 0     | 1         | —                | 2013           |

### Úspěšnost zemí
| #  | Země           | Vítěz | Finalista |
| -- | -------------- | ----- | --------- |
| 1  | Saúdská Arábie | 8     | 5         |
| 2  | Tunisko        | 7     | 5         |
| 3  | Alžírsko       | 4     | 2         |
| 4  | Irák           | 4     | 0         |
| 5  | Maroko         | 2     | 4         |
| 6  | Egypt          | 2     | 3         |
| 7  | Katar          | 1     | 1         |
| 8  | Jordánsko      | 0     | 2         |
| 8  | Kuvajt         | 0     | 2         |
| 8  | Sýrie          | 0     | 2         |
| 11 | Bahrajn        | 0     | 1         |
| 11 | Libanon        | 0     | 1         |

### Úspěšnost kontinentů
| # | Kontinent | Vítěz | Finalista |
| - | --------- | ----- | --------- |
| 1 | Afrika    | 15    | 14        |
| 2 | Asie      | 13    | 14        |